# Joseph Müller
Joseph (ursprungligen Johan Peter) Müller, född den 16 september 1843 i Stockholm, död där den 1 april 1936, var en svensk skol- och kommunalman.

## Biografi
Müller lämnade jämte sina föräldrar tidigt Sverige, avslutade sina skolstudier i Frankrike, blev 1865 bachelier ès lettres i Paris och, efter avlagda examina, filosofie doktor i Leipzig 1871. Han anställdes 1867 som lärare i franska språket vid Sjökrigsskolan och var 1879–1908 lektor där. Han var därjämte privatsekreterare samt bibliotekarie (1873) och handsekreterare (1875) hos änkedrottning Josefina. På hennes uppdrag utverkade han 1874 i Lissabon den portugisiska regeringens stadfästelse på ett stort sjukhus för bröstlidande, "Hospicio da Princeza Dona Maria Amelia", vilket änkedrottningens syster, änkekejsarinnan Amalia av Brasilien, låtit uppföra på ön Madeira och i sitt testamente särskilt ställt under sin systers hägn. Vidare planlade och ordnade han de av änkedrottningen beslutade välgörenhetsanstalterna Konung Oskar I:s minne och Josefinahemmet, i vilkas styrelse Müller från början var ledamot. Han var 1893–1907 stadsfullmäktig samt ägnade sig huvudsakligen åt fattig- och hälsovårdsfrågor.
Müller var en av stiftarna av Samfundet Alliance Française  i Stockholm, inom vilket han var särdeles verksam och varav han 1910 blev hedersledamot. Han utgav Remarques sur les classiques français au XVII:e siècle (gradualavhandling, 1871), Minnen ur enkedrottning Joséphines lefnadshistoria (1873) och, tillsammans med Oscar Wigert, Fransk läsebok för allmänna läroverk och flickskolor ("förra kursen" 1891, 3:e upplagan 1894; "senare kursen", 1891), Förklaringar till senare kursen (1892), Fransk vitterhet för skolan och hemmet (5 häften, 1891-93), Elementarkurs i franska språket för elementarläroverk och flickskolor (1896), Skriftliga och muntliga öfversättningsöfningar till franska ("förra kursen", 1896; "senare kursen", samma år), Fransk språklära. I. Ljud- och formlära (1898) och II. Syntax (1903). Utom dessa språkvetenskapliga arbeten författade han det på grundliga källforskningar vilande verket Fattigvården i Stockholm från äldre till nyare tid (1906, prisbelönt av Vetenskapsakademien). Därjämte skrev han en mängd artiklar i Nordisk familjebok och i "Pedagogisk tidskrift". Joseph Müller är begravd på Katolska kyrkogården i Stockholm.

## Utmärkelser

### Svenska utmärkelser
- Kommendör av första klassen av Nordstjärneorden, 1 december 1925.[2]
- Riddare av Nordstjärneorden, 1885.[3]
- Kommendör av första klassen av Vasaorden, 6 juni 1922.[4]
- Kommendör av andra klassen av Vasaorden, 1 december 1906.[5]

### Utländska utmärkelser
- Kommendör av Portugisiska Kristusorden, senast 1910.[6]
- Kommendör av Påvliga Sankt Gregorius den stores orden, senast 1910.[6]
- Officer av Franska Hederslegionen, senast 1910.[6]
- Officier de l’Instruction publique av Franska Akademiska palmen, senast 1910.[6]
- Riddare av första klassen av Norska Sankt Olavs orden, senast 1910.[6]